# Junta Electoral Central
La Junta Electoral Central (JEC) de España es el órgano superior de la Administración Electoral y es el único órgano permanente de la misma. Tiene como función «garantizar la transparencia del proceso electoral y supervisar la actuación de la Oficina del Censo Electoral». Está regulada por la Ley Orgánica 5/1985, de 19 de junio, del Régimen Electoral General.

## Historia
Ya en los tiempos de las Cortes de Cádiz existió una Junta Electoral responsable de supervisar y llevar a buen término el nombramiento de los primeros diputados electos a Cortes. Sin embargo, esta junta no tenía carácter permanente y su presidente era el presidente de la Junta Suprema Central.
Ocho décadas después, por Ley de 26 de junio de 1890, se crea lo que hoy conocemos como Junta Electoral Central que, entre 1890 y 1977, se denominó Junta Central del Censo Electoral.
Esta ley electoral estableció la primera Administración electoral, muy similar a la actual, con un nivel estatal formado por la Junta Central, con sede en Madrid, otro provincial y otro municipal, con juntas propias. Todas ellas con carácter permanente. A diferencia de hoy en día, las juntas estaban presididas por el presidente del Congreso de los Diputados, por los presidentes de las Diputaciones Provinciales y por los alcaldes, respectivamente. La Junta Central se constituyó de forma efectiva el 5 de julio de 1890, bajo la presidencia de Manuel Alonso Martínez.
A partir de la ley electoral de 1907, la Junta Central dejó de estar presidida por el presidente del Congreso, pasando a ser su titular el presidente del Tribunal Supremo, y lo mismo con el resto de juntas, cuyas presidencias eran ejercidas por los presidentes de los órganos judiciales de su jurisdicción. Asimismo, se intentó conseguir mayor independencia de la Administración y el Gobierno haciendo vocales de la Junta Central a relevantes personalidades como el presidente de la Real Academia de Ciencias Morales y Políticas, el de la Real Academia de Jurisprudencia y Legislación, el del Instituto de Reformas Sociales, el rector de la Universidad Central, el decano del Colegio de Abogados de Madrid o el director del Instituto Geográfico y Estadístico. Asimismo, la responsabilidad sobre la supervisión del censo electoral se atribuyó al Instituto Geográfico y Estadístico.
Sin mayores cambios se mantuvo así hasta la Transición democrática. La mayoría de los puntos de la ley de 1907 se ratificaron en el Real Decreto-ley 20/1977, de 18 de marzo, sobre Normas Electorales, que renombró el órgano. Asimismo, se despolitizó al máximo los órganos de gobierno electoral, dando mayor protagonismo a relevantes juristas, no solo jueces, catedráticos o académicos del derecho, sino también a los presidentes de la Real Academia de Ciencias Morales y Políticas, de la Real Academia de Jurisprudencia y Legislación, del Consejo General de la Abogacía Española y de la Junta de Decanos de Colegios Notariales de España, en el caso de la Junta Electoral Central, y sus homólogos provinciales y de Zona en el caso del resto de juntas. Desaparecen las Juntas Municipales y se crean las Juntas de Zona, con sede en los diferentes partidos judiciales.
Tras la aprobación de la actual legislación electoral española en 1985, la Junta Central deja de estar presidida por el presidente del Tribunal Supremo y se compone de trece vocales —cinco magistrados del Tribunal Supremo y cinco catedráticos del Derecho o de Ciencias Políticas y de Sociología— nombrados por el Consejo General del Poder Judicial y el Congreso de los Diputados. El presidente y vicepresidente de la JEC son elegidos por su pares de entre los vocales judiciales. El secretario general del Congreso de los Diputados se mantiene como secretario de la JEC. Por último, esta Ley de 1985 previó por primera vez la posibilidad de constituir Juntas Electorales de Comunidad Autónoma para velar por la normativa regional electoral y supervisar los procesos electorales de su competencia.

## Funciones
Algunas de las competencias destacadas que la ley orgánica del régimen electoral general reconoce:
- Dirigir y supervisar la actuación de la Oficina del Censo Electoral.
- Resolver con carácter vinculante las consultas que le eleven las Juntas Provinciales y las de Comunidad Autónoma.
- Unificar los criterios interpretativos de las Juntas Electorales Provinciales o de Comunidad Autónoma en la aplicación de la normativa electoral.
- Resolver las quejas, reclamaciones y recursos que se le dirijan.
- Velar por el cumplimiento de las normas sobre las cuentas y los gastos electorales por parte de las candidaturas desde la convocatoria de elecciones hasta pasados 100 días de las mismas.
- Ejercer la potestad disciplinaria sobre todas las personas que intervengan con carácter oficial en las operaciones electorales.
- Corregir las infracciones que se produzcan en el proceso electoral siempre que no sean constitutivas de delito e imponer multas hasta la cuantía máxima prevista.
- Expedir las credenciales a los Diputados, Senadores, Diputados Provinciales y Consejeros insulares en caso de vacante por fallecimiento, incapacidad o renuncia, una vez finalizado el mandato de las Juntas Electorales Provinciales y de Zona.

## Composición
Con sede en el Congreso de los Diputados en Madrid, está compuesta por:
- 8 vocales magistrados del Tribunal Supremo designados mediante insaculación por el Consejo General del Poder Judicial.
- 5 vocales catedráticos de Derecho o de Ciencias Políticas y de Sociología, en activo, designados a propuesta conjunta de los partidos, federaciones, coaliciones o agrupaciones de electores con representación en el Congreso de los Diputados.
- el secretario general del Congreso de los Diputados como secretario.
- el director de la Oficina del Censo Electoral, este último, con voz, pero sin voto.
- el presidente y el vicepresidente, elegidos por los vocales de entre los vocales de origen judicial en la sesión constitutiva de la Junta.

Las designaciones se realizan en los 90 días siguientes a la sesión constitutiva del Congreso de los Diputados. Los vocales continúan en su mandato hasta la toma de posesión de la nueva Junta Electoral Central al inicio de la siguiente legislatura.
| Cargo | Procedencia | Propuesta por | Nombre                           | Nombramiento           |
| --- | --- | --- | -------------------------------- | ---------------------- |
| Presidente | Magistrados del Tribunal Supremo                                                                                            | Consejo General del Poder Judicial                                                                                          | Eduardo Calvo Rojas              | 4 de febrero de 2025   |
| Vicepresidenta | Magistrados del Tribunal Supremo                                                                                            | Consejo General del Poder Judicial                                                                                          | María Pilar Teso Gamella         | 4 de febrero de 2025   |
| Vocales | Magistrados del Tribunal Supremo                                                                                            | Consejo General del Poder Judicial                                                                                          | Ángel Antonio Blasco Pellicer    | 4 de febrero de 2025   |
| Vocales | Magistrados del Tribunal Supremo                                                                                            | Consejo General del Poder Judicial                                                                                          | Javier Hernández García          | 4 de febrero de 2025   |
| Vocales | Magistrados del Tribunal Supremo                                                                                            | Consejo General del Poder Judicial                                                                                          | Carmen Lamela Díaz               | 4 de febrero de 2025   |
| Vocales | Magistrados del Tribunal Supremo                                                                                            | Consejo General del Poder Judicial                                                                                          | Vicente Magro Servet             | 4 de febrero de 2025   |
| Vocales | Magistrados del Tribunal Supremo                                                                                            | Consejo General del Poder Judicial                                                                                          | Fernando Marín Castán            | 4 de febrero de 2025   |
| Vocales | Magistrados del Tribunal Supremo                                                                                            | Consejo General del Poder Judicial                                                                                          | Concepción Rosario Ureste García | 4 de febrero de 2025   |
| Vocales | Catedráticos de Derecho o de Ciencias Políticas y de Sociología                                                             | Congreso de los Diputados                                                                                                   | Francisco Javier García Roca     | 4 de febrero de 2025   |
| Vocales | Catedráticos de Derecho o de Ciencias Políticas y de Sociología                                                             | Congreso de los Diputados                                                                                                   | María Luz Martínez Alarcón       | 4 de febrero de 2025   |
| Vocales | Catedráticos de Derecho o de Ciencias Políticas y de Sociología                                                             | Congreso de los Diputados                                                                                                   | María da Alba Nogueira López     | 4 de febrero de 2025   |
| Vocales | Catedráticos de Derecho o de Ciencias Políticas y de Sociología                                                             | Congreso de los Diputados                                                                                                   | Javier Tajadura Tejada           | 4 de febrero de 2025   |
| Vocales | Catedráticos de Derecho o de Ciencias Políticas y de Sociología                                                             | Congreso de los Diputados                                                                                                   | Carlos José Vidal Prado          | 4 de febrero de 2025   |
| Secretario | Secretario general del Congreso de los Diputados                                                                            | Secretario general del Congreso de los Diputados                                                                            | Fernando Galindo Elola-Olaso     | 3 de noviembre de 2023 |
| Presidenta del Instituto Nacional de Estadística y Directora de la Oficina del Censo Electoral (o un representante de esta) | Presidenta del Instituto Nacional de Estadística y Directora de la Oficina del Censo Electoral (o un representante de esta) | Presidenta del Instituto Nacional de Estadística y Directora de la Oficina del Censo Electoral (o un representante de esta) | Elena Manzanera Díaz             | 1 de agosto de 2022    |

### Presidentes
Antes de 1985, la presidencia del órgano recayó en el presidente del Congreso de los Diputados (1890-1907) primero y en el presidente del Tribunal Supremo (1907-1985) después. En esta lista se recogen únicamente aquellos magistrados que, desde 1985, han sido, con autonomía, presidentes de la Junta Electoral Central.
- Paulino Martín Martín (1985-1987)
- Francisco Tuero Bertrand (1987-1991)
- José Hermenegildo Moyna Ménguez (desde 1991 hasta el 12 de marzo de 1993)
- Ángel Rodríguez García (desde el 12 de marzo de 1993 hasta 1994)
- Francisco Soto Nieto (1994 -1997)
- José Luis Albacar López (desde 1997 hasta el 22 de abril de 1999)
- Juan Antonio Xiol Ríos (desde el 22 de abril de 1999 hasta 2000)
- Enrique Cáncer Lalanne (2000-2004)
- José María Ruiz-Jarabo Ferrán (2004-2008)
- Antonio Martín Valverde (2008-2012)
- Carlos Granados Pérez (2012-2017)[15]
- Segundo Menéndez Pérez (2017-2019)
- Antonio Jesús Fonseca-Herrero Raimundo (2019-2020)[16]
- Miguel Colmenero Menéndez de Luarca (desde el 20 de julio de 2020)[17]

## Decisiones

### 2011

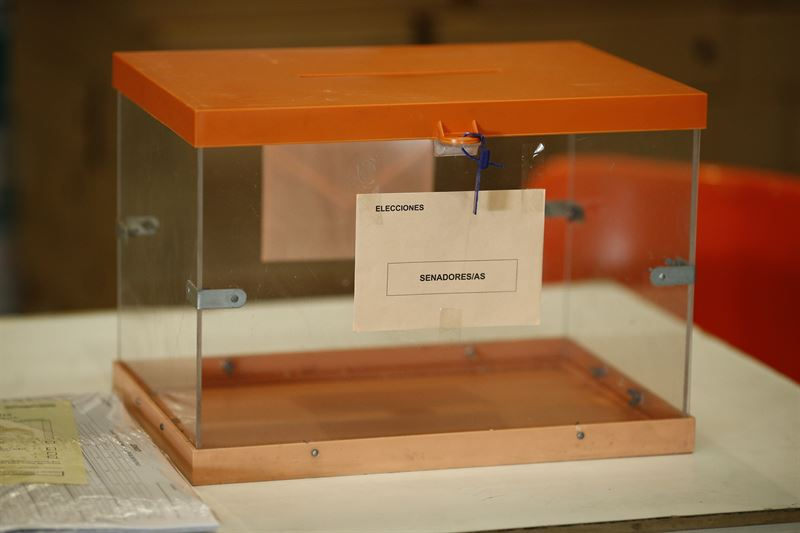

Con ocasión de las elecciones municipales y autonómicas del 22 de mayo de 2011 y las concentraciones espontáneas celebradas a partir del día 15 de mayo de 2011 en muchas capitales de toda España, las juntas electorales provinciales de Madrid, Sevilla y Granada habían prohibido las manifestaciones, mientras que la de Valencia los permitió. Ante la disparidad de criterios, la Junta Electoral Central, reunida a partir de las cinco de la tarde del 19 de mayo, finalmente emitió un comunicado que prohíbe las manifestaciones convocadas para el sábado, día 21, la jornada de reflexión, afirmando: «que las concentraciones y reuniones a las que se refieren las consultas elevadas a esta Junta son contrarias a la legislación electoral desde las cero horas del sábado 21 de de mayo hasta las 24 horas del domingo 22 de mayo de 2011 y en consecuencia no podrán celebrarse» y comunicándoselo a «todas las Juntas Electorales así como al Abogado General de Estado».
La decisión de la JEC, que suele emitir decisiones tomadas por unanimidad, fue por cinco votos a favor, cuatro en contra y una abstención, más dos votos particulares discrepantes.